# Popestar
Popestar är det svenska hårdrocksbandet Ghosts andra EP, utgiven den 16 september 2016. Samma dag inledde bandet The Popestar Tour 2016 i USA, som avslutades den 12 november samma höst. Under mars och april 2017 turnerade bandet med skivan i Europa.
Popestar innehåller en nyskriven låt, Square Hammer, och fyra covers.
EP:n inledde som etta på Billboards Top Rock Albums och blev den första EP:n att nå toppositionen. Den sålde 21 000 exemplar under sin första vecka. I Sverige nådde Popestar tredje plats på albumtopplistan.

## Låtlista
| 1.           | Square Hammer                            | A Ghoul Writer                           | 3:59  |
| 2.           | Nocturnal Me (Echo & the Bunnymen-cover) | Ian McCulloch, Will Sergeant             | 5:13  |
| 3.           | I Believe (Simian Mobile Disco-cover)    | Jas Shaw, James Ford, Simon William Lord | 4:06  |
| 4.           | Missionary Man (Eurythmics-cover)        | Annie Lennox, David A. Stewart           | 3:42  |
| 5.           | Bible (Imperiet-cover)                   | Imperiet                                 | 6:34  |
| Total längd: | Total längd:                             | Total längd:                             | 23:34 |

## Medverkande
- Papa Emeritus III – sång
- Nameless Ghouls – sologitarr , elbas , keyboard , trummor , kompgitarr